# Raión de Verjni Mamón
El raión de Verjni Mamón (ruso: Верхнемамо́нский райо́н) es un distrito administrativo y municipal (raión) ruso perteneciente a la óblast de Vorónezh. Se ubica en el sur de la óblast. Su capital es Verjni Mamón.
En 2021, el raión tenía una población de 18 611 habitantes.
El territorio del raión es completamente rural y su parte meridional está atravesada de oeste a este por el río Don.

## Subdivisiones
Comprende catorce localidades rurales, agrupadas en los siguientes diez asentamientos rurales:
- Verjni Mamón (la capital)
- Gorójovka
- Derezovka
- Lozóvoye
- Mamónovka
- Nizhni Mamón
- Oljovatka
- Osetrovka
- Priréchnoye
- Rúskaya Zhuravka